# 1904年逝世人物列表
1904年逝世人物列表：1月 - 2月 - 3月 - 4月 - 5月 - 6月 - 7月 - 8月 - 9月 - 10月 - 11月 - 12月
下面是1904年逝世的知名人士列表。

## 1月

### 1日
- 陈虬，清朝中醫學家
- 近衛篤麿，日本明治後期華族、政治家
- 弗雷德里克·帕布斯特，德裔美國釀酒師[1]

### 2日
- 瑪蒂爾德·波拿巴，法國公主[2]
- 詹姆斯·隆史崔特，美國南北戰爭將軍[3]

### 7日
- 派克·戈德溫，美國記者[4]
- 弗里德里希·馮·海夫納-阿爾特內克，德國工程師[5]
- 伊曼紐爾·羅伊德斯，希臘作家[6]

### 9日
- 查尔斯·福斯特，美國政治家，美國共和黨人
- 約翰·布朗·戈登，南北戰爭期間的邦聯將領[7]
- 漢娜·林奇，愛爾蘭翻譯家[8]

### 10日
- 讓-里奧·傑洛姆，法國歷史畫畫家。[9]

### 11日
- 约翰·杨·布朗，美國政治家

### 13日
- 撒母耳·哈弗馬勒，美國衛理公會牧師[10]

### 17日
- 亨利·凱佩爾，英國海軍上將[11]
- 約瑟夫·尼爾施爾，德國羅馬天主教神學家[12]

### 22日
- 蘿拉·維庫尼亞，智利羅馬天主教聖人[13]

### 23日
- 比利時建築師GédéonBordiau[14]

### 24日
- 腓特烈一世，安哈特公爵[15]

### 28日
- 卡爾·埃米爾·弗朗佐斯，奧地利小說家[16]
- 埃爾菲格·格拉維爾，加拿大羅馬天主教神父和主教[17]

### 30日
- 约瑟夫·高斯瓦夫斯基，波蘭建築師
- 菲比·簡·巴布科克·懷特，美國醫生[18]

## 2月

### 3日
- 約翰·詹姆斯·麥克丹諾德，美國伊利諾伊州眾議員[19]

### 8日
- 阿爾弗雷德·安格爾，英國傳記作家[20]
- 瑪律維娜·加裡格斯，葡萄牙女高音[21]

### 10日
- 尼古拉·康士坦丁諾維奇·米哈伊洛夫斯基，俄羅斯作家[22]

### 11日
- 弗拉基米尔·瓦西里耶维奇·马尔科夫尼科夫，俄國化學家[23][24]

### 12日
- 魯道夫·梅森，德國雕塑家[25]

### 13日
- 約翰·埃裡森-馬戛爾尼，愛爾蘭政治家[26]
- 埃米爾·梅斯，盧森堡政治家、實業家和工程師[27]

### 14日
- 阿爾文扎·海沃德，美國金融家和商人[28]

### 15日
- 馬克·漢納，美国俄亥俄州共和党联邦参议员 、企業家、百萬富翁[29]

### 16日
- 鲍里斯·契切林，俄羅斯法學家、政治哲學家

### 17日
- 赫爾曼·愛明豪斯，德國精神病學家[30]

### 19日
- 愛麗絲·薩杜斯·拜爾利，美國節制活動家[31]

### 22日
- 莱斯利·斯蒂芬，英國作家和評論家[32]

### 26日
- 普魯士亨利親王[33][34]

### 28日
- 安東尼·杜里爾，美國羅馬天主教主教[35]

### 29日
- 安東尼奧·德·馬蒂諾，義大利醫生[36]

## 3月

### 2日
- 瑪麗·比林斯，美國傳教士和傳教士[37]

### 5日
- 約翰·勞瑟·杜普拉特·泰勒，英國陸軍郵局軍團創始人[38]
- 阿尔弗雷德·冯·瓦德西，德意志帝國陸軍元帥[39]

### 7日
- 斐迪南德·安德列·福克，法國地質學家[40]

### 12日
- 奧利弗·哈裡曼，美國商人[41]

### 14日
- 弗裡德里希·威廉·亞歷山大·馮·梅喬，普魯士探險家

### 17日
- 喬治王子，英王喬治三世的孫子[42][43]
- 威廉·埃爾布里奇·休厄爾，美國海軍軍官，關島總督[44][45]

### 21日
- 奧雷莉·吉卡，法國作家[46]

### 24日
- 艾瑪·赫爾維格，德國作家[47]

### 31日
- 米夫林·埃姆倫·貝爾，美國建築師
- 瓦倫丁·布萊克·狄龍，愛爾蘭政治家[48][49]

## 4月

### 1日
- 艾比·莫頓·迪亞茲，美國教師[50][51]

### 3日
- 奧古斯塔·凱薩琳·戈登-倫諾克斯[52][53]
- 泰奧菲爾·佩平，法國數學家
- 皮亞馬瓦迪 Sri Bajarindra Mata公主

### 5日
- 湯姆·艾倫，英國拳擊冠軍

### 6日
- 埃米爾·德·凱拉特裡，法國作家
- 巴登的蘇菲公主

### 9日
- 伊莎貝拉二世，被廢黜的西班牙女王[54][55][56][57]

### 12日
- 伊莉莎白·阿赫瑪托娃，俄語翻譯[58]

### 13日
- 斯捷潘·马卡罗夫，俄羅斯海軍上將（陣亡）[59][60][61][62]

### 15日
- 馬克西米利安·克倫伯格，德國詩人[63]

### 17日
- 喬·凱恩，美國狂歡節遊行召集人[64][65]

### 20日
- 薩拉·簡·利平科特，美國記者[66][67][68]

### 21日
- 蒙斯的皮亞圖斯，比利時羅馬天主教神學家[69]

### 24日
- 柬埔寨國王诺罗敦[70][71]

### 27日
- 米哈伊洛·斯塔里茨基，烏克蘭詩人和作家[72]

## 5月

### 1日
- 安东宁·德沃夏克，捷克作曲家[73]
- Wilhelm His Sr.，瑞士解剖學家[74]

### 2日
- 埃米爾·杜克洛，法國微生物學家[75]
- 瑪蒂爾德·埃施，奧地利風俗畫家
- 埃德加·福塞特，美國詩人和小說家[76]

### 3日
- 第谷·基爾蘭，挪威法學家和記者

### 6日
- 弗朗茨·馮·倫巴赫，德國畫家[77]
- 亚历山大·威廉·威廉姆逊，英國化學家[78]

### 7日
- 曼努埃爾·坎達莫，秘魯政治家，秘魯第23任總統[79]
- 埃米爾-朱爾斯·杜波依斯，法國醫生[80]

### 8日
- 理查·澤維爾·巴克斯特，加拿大羅馬天主教神父和受人尊敬的神父[81]
- 埃德韋爾德·穆布里奇，英國攝影師和電影先驅[82]

### 9日
- 喬治·約翰斯頓·奧爾曼，愛爾蘭數學家、學者和歷史學家[83]
- 亞歷山大·佈雷什丁斯基，克羅埃西亞作家[84]
- 博納文圖拉·加久洛，義大利嘉布遣會修道士和羅馬天主教主教[85]

### 10日
- 埃米爾·薩勞，法國化學家[86][87]
- 亨利·莫頓·史丹利，英國探險家[88]

### 11日
- 漢斯·格裡斯巴赫，德國建築師[89]

### 12日
- 伊莎貝拉·歐仁妮·博耶，法國模特

### 13日
- 沃爾特·卡彭特，英國海軍上將[90]
- 尤根·庫米契奇，克羅埃西亞作家[91]
- 奧托卡·洛倫茨，德國系譜學家[92]

### 14日
- 埃马纽埃尔·德拉克·德尔卡斯蒂洛，法國植物學家
- 麗塔·巴塞洛·佩奇，西班牙奧古斯丁修女和上帝的僕人[93]
- 費奧多爾·佈雷迪欣，俄羅斯天文學家[94]

### 15日
- 艾蒂安-朱尔·马雷，法國發明家[95]

### 16日
- 哈羅德·芬奇-哈頓，英國政治家[96]

### 17日
- 湯瑪斯·卡馬拉·卡斯特羅，西班牙羅馬天主教主教[97]
- 薩克森-魏瑪-艾森納赫的保琳[98]

### 19日
- 奧古斯特·莫利尼耶，法國歷史學家[99]
- 贾姆希德吉·塔塔，印度實業家[100][101]

### 21日
- 梅克倫堡公爵保羅·弗雷德里克

### 22日
- 查理斯·埃爾伍德·布朗，美國俄亥俄州眾議員[102]

### 24日
- 符騰堡公爵夫人瑪麗亞·伊莎貝拉

### 26日
- 瑪麗·艾倫·巴格納爾-奧克利，英國古物學家、作家和畫家[103]

### 27日
- 阿內爾科·阿列克西奇，塞爾維亞將軍
- 弗朗索瓦·科亞爾，法國傳教士[104]

### 29日
- 曼努埃爾·瑪麗亞·德·薩馬科納·墨菲，墨西哥政治家[105]

### 30日
- 腓特烈·威廉，梅克倫堡-施特雷利茨大公[106]
- 瑪爾塔·安娜·維茨卡，波蘭羅馬天主教宗教信仰者[107]

## 6月

### 1日
- 伊萬·康德拉季耶夫，俄國作家[108]

### 4日
- 漢諾威的瑪麗
- 穆罕默德·本·葉海亞·哈米德·阿丁，葉門伊瑪目
- 喬治·弗雷德里克·菲力浦斯，加拿大出生的美國軍事英雄[109]

### 9日
- 誇西·博阿奇，荷蘭工程師[110]

### 12日
- 雷內塞-佈雷德巴赫的卡米爾，比利時伯爵

### 16日
- 尼古拉·博布里科夫，俄羅斯士兵、政治家和芬蘭總督[111]
- 歐根·紹曼，芬蘭民族主義者，尼古拉·博布里科夫的刺客[111]
- 曼努埃爾·烏里韋·安赫爾，哥倫比亞醫生[112]

### 18日
- 薩米·弗拉舍里，阿爾巴尼亞作家[113]
- 西莉亞·洛根，美國女演員[114]

### 22日
- 卡爾·里特·馮·斯特雷邁爾，奧地利前部長兼總統[115]

### 24日
- 理查·尼爾·弗里曼，英國建築師[116]

### 27日
- 阿納托爾·讓-巴蒂斯特·安托萬·德·巴泰勒米，法國考古學家[117]

### 28日
- 公主和伯爵夫人奧羅拉·帕夫洛夫娜·傑米多娃

### 29日
- 巴勃羅·德·安達·帕迪拉，墨西哥羅馬天主教神父和受人尊敬的神父[118]
- 湯姆·埃米特，英國板球運動員[119]

## 7月

### 1日
- 乔治·弗雷德里克·沃茨，英國象徵主義畫家和雕塑家[120][121][122]

### 2日
- 歐仁妮·朱伯特，法國羅馬天主教，自稱和祝福的宗教人士[123]

### 3日
- 翁同龢，同治、光绪皇帝的老师
- 約翰·貝爾·海徹，美國古生物學家[124]
- 西奥多·赫茨尔，奧地利猶太復國主義創始人[125][126][127][128][129]

### 4日
- 博多格·喬爾達，匈牙利政治家[130]

### 5日
- 約瑟夫·埃文斯，英國出生的澳大利亞政治家[131]
- 松平康英，日本大名

### 6日
- 阿拜·庫南拜伊，哈薩克詩人[132]

### 7日
- 阿道夫·弗里德蘭德，德國石版畫家[133]

### 8日
- 約瑟夫·布蘭克，法國畫家[134]

### 9日
- 愛德華·蒂爾格斯，盧森堡政治家，盧森堡第七任首相

### 14日
- 保罗·克留格尔，南非共和國總統。[135][136]

### 15日
- 安东·契诃夫，俄羅斯作家[137][138]

### 17日
- 艾薩克·羅伯茨，威爾士天文學家[139][140]

### 19日
- 赫伯特·坎貝爾，英國演員[141]

### 22日
- 威爾遜·巴雷特，英國演員和劇作家[142][143]

### 23日
- 伊薩亞斯·甘博亞，哥倫比亞詩人[144]
- 魯道夫·阿曼多·腓立比，出生於德國的智利古生物學家和動物學家[145][146]

### 26日
- 亨利·克萊·泰勒，美國海軍上將[147][148]

### 30日
- 理查·哈裡森，美國俄亥俄州眾議院議員[149]

## 8月

### 3日
- 威廉·奥康纳·莫里斯，爱尔兰历史学家
- 恩斯特·耶德利茨卡，俄羅斯出生的德國鋼琴家

### 6日
- 爱德华·汉斯力克，奧地利美學家、音樂評論家

### 8日
- 約翰·英尼斯，英國慈善家

### 9日
- 約瑟夫·大衛·埃弗雷特，英國物理學家
- 弗里德里希·拉采尔，德國地理學家和民族志學家

### 10日
- 威爾格姆·維特格夫特，俄羅斯海軍上將（陣亡）
- 皮埃尔·瓦尔德克-卢梭，法國政治家，法國第29任總理

### 12日
- 川村純義，日本武士、薩摩藩士、海軍軍人。
- 威廉·伦肖，英國網球運動員

### 13日
- 伊莉莎白·威爾斯利，惠靈頓公爵夫人

### 14日
- 爱德华·冯·马滕斯，德國動物學家

### 15日
- 約翰·亨利·金吉德，美國商人和政治家，阿拉斯加州第一任州長和內華達州第三任州長

### 16日
- 約阿希姆·格拉西，義大利建築師
- 普倫蒂斯·英格拉漢姆，美國一毛錢小說作家

### 22日
- Gaudensi Allar，法國建築師
- 凱特·蕭邦，美國作家

### 25日
- 亨利·方丹-拉图尔，法國畫家

### 29日
- 奧斯曼帝國蘇丹穆拉德五世

## 9月

### 18日
- 淺羽金三郎，日本海軍軍人

### 20日
- R.W.H.T.哈德森，英國數學家
- 約瑟·瑪麗亞·德·耶爾莫·帕雷斯，墨西哥羅馬天主教神父和聖人

### 21日
- 山雷，內茲珀斯人瓦洛厄群體的首領。

### 22日
- 威爾遜·巴雷特，英國演員
- 路易·馬塞比奧，法國歷史學家和新教神學家

### 23日
- 喬治·亞當斯，澳大利亞商人
- 埃米尔·加莱，法國藝術家

### 24日
- 尼尔斯·吕贝里·芬森，法羅群島的醫師與科學家
- 古斯塔夫·弗蘭克，德國出生的奧地利新教神學家
- 迦勒·哈裡斯，美國農民和醫生

### 26日
- 恩斯特，利珀-比斯特費爾德伯爵
- 小泉八雲，日本小說家

### 27日
- 大衛·格蘭特·科爾森，美國政治家，美國肯塔基州眾議員

## 10月

### 4日
- 弗雷德里克·奥古斯特·巴托尔迪，法國雕塑家
- 卡爾·約瑟夫·拜耳，奧地利化學家
- 埃德蒙·法蘭西斯·鄧恩，美國政治家、法學家和天主教演說家
- 維奧萊特·尼科爾森，英國詩人
- 佩德羅·塞恩斯萬，法國定居者

### 7日
- 伊莎贝拉·博德，英國探險家

### 8日
- 古斯塔夫·拉岑霍夫，奧地利哲學家

### 11日
- 瑪麗·坦尼·格雷，美國夜總會女郎
- 阿奇·胡珀，加拿大冰球運動員

### 13日
- 帕夫洛斯·梅拉斯，希臘革命家和軍官

### 15日
- 格奧爾格，薩克森國王

### 17日
- 波旁的瑪麗亞·梅塞德斯，阿斯圖里亞斯女親王。
- Ștefan Petică，羅馬尼亞詩人和作家

### 19日
- 莫裡斯·鮑德溫，加拿大聖公會主教

### 21日
- 尤菲米婭·韋爾·布萊克，英國出生的美國評論家
- 伊莎貝爾·埃伯哈特，瑞士探險家
- 布勞利奧·奧魯埃-維萬科，古巴羅馬天主教主教

### 23日
- 艾米莉亞·迪爾克，英國作家

### 26日
- 素攀武里府的 Srivilailaksana 公主，拉瑪五世國王和 Pae Bunnag 的女兒

## 11月

### 2日
- 亨利·奧斯丁，美國棒球運動員

### 3日
- 卡爾·丹尼爾·埃克曼，瑞典工程師

### 7日
- 吉列爾莫·布萊斯特·迦納，智利作家

### 9日
- 約瑟夫·亨德里克斯，美國紐約眾議員

### 10日
- 奧古斯都·布蘭德吉，美國律師和政治家，來自康涅狄格州的美國眾議院
- 奧雷斯特·雷基奧內，義大利畫家

### 12日
- 丹尼爾·裡德·安東尼，美國出版商和廢奴主義者
- 伊莉莎·安·奧蒂斯，美國詩人、報紙出版商、慈善家
- 喬治·羅豪·德·弗勒里，法國考古學家

### 14日
- 約翰·默里·米切爾，英國傳教士
- 馬里奧·莫森尼，義大利羅馬天主教紅衣主教
- 伊莎多爾·拉什，美國女演員

### 15日
- 受難瑪麗，法國羅馬天主教修女、傳教士和祝福者

### 16日
- 克拉拉·康威，美國教師

### 18日
- 尤斯圖斯·范·莫裡克，荷蘭作家

### 19日
- 埃德納·道·利特爾黑爾·切尼，美國作家、改革家、慈善家

### 27日
- 安妮·錢伯斯·凱徹姆，美國學校創始人
- 保羅·坦納里，法國數學家

### 28日
- 范妮·賈瑙舍克，捷克女演員

### 29日
- 海倫·阿博特·邁克爾，美國科學家

### 30日
- 實成院，日本江戶幕府第14代將軍德川家茂生母。

## 12月

### 1日
- 約翰娜·安德森，瑞典浸信會傳教士
- 赫克托·賈科梅利，法國藝術家

### 2日
- 恩里科·卡法尼尼，義大利羅馬天主教修道士和主教
- 霍亨索倫-西格馬林根的弗雷德里克

### 4日
- 克裡斯蒂亞諾·班蒂，義大利畫家

### 8日
- 約翰·柯克派翠克，英國出生的澳大利亞政治家

### 11日
- 斯賓塞·查靈頓，英國釀酒商和政治家
- 马哈茂德·萨米·巴鲁迪，埃及政治人物，埃及第五任總理

### 13日
- 鮑勃·墨菲，美國棒球運動員
- 尼古拉·斯克利福索夫斯基，俄羅斯外科醫生
- 亨利·弗里曼，英國漁夫和救生艇員

### 14日
- 梅蘭妮·卡爾瓦特，法國羅馬天主教修女，瑪麗安遠見卓識者和聖人

### 15日
- 羅曼·康德拉堅科，俄羅斯將軍

### 16日
- 丹尼爾·米爾斯，美國伊利諾伊州眾議員

### 19日
- 路易斯·塔潘·巴尼，美國陸軍軍官

### 20日
- 巴登的亞歷山德琳

### 21日
- 愛德華·杜威，美國醫生

### 22日
- 霍勒斯·薩姆納·萊曼，美國記者

### 24日
- 古斯塔夫·鮑恩費恩德，德國畫家

### 25日
- 基多·博德蘭德，德國化學家

### 27日
- 威廉·馬奧尼，美國伊利諾伊州眾議員

### 29日
- 弗里德里希·莫里茨·布勞爾，德國昆蟲學家

### 30日
- 弗雷德里克·克利福德，英國記者

## 日期不詳
- 查理斯·菲力浦斯，英國醫生